# Стратфорд-он-Слейни

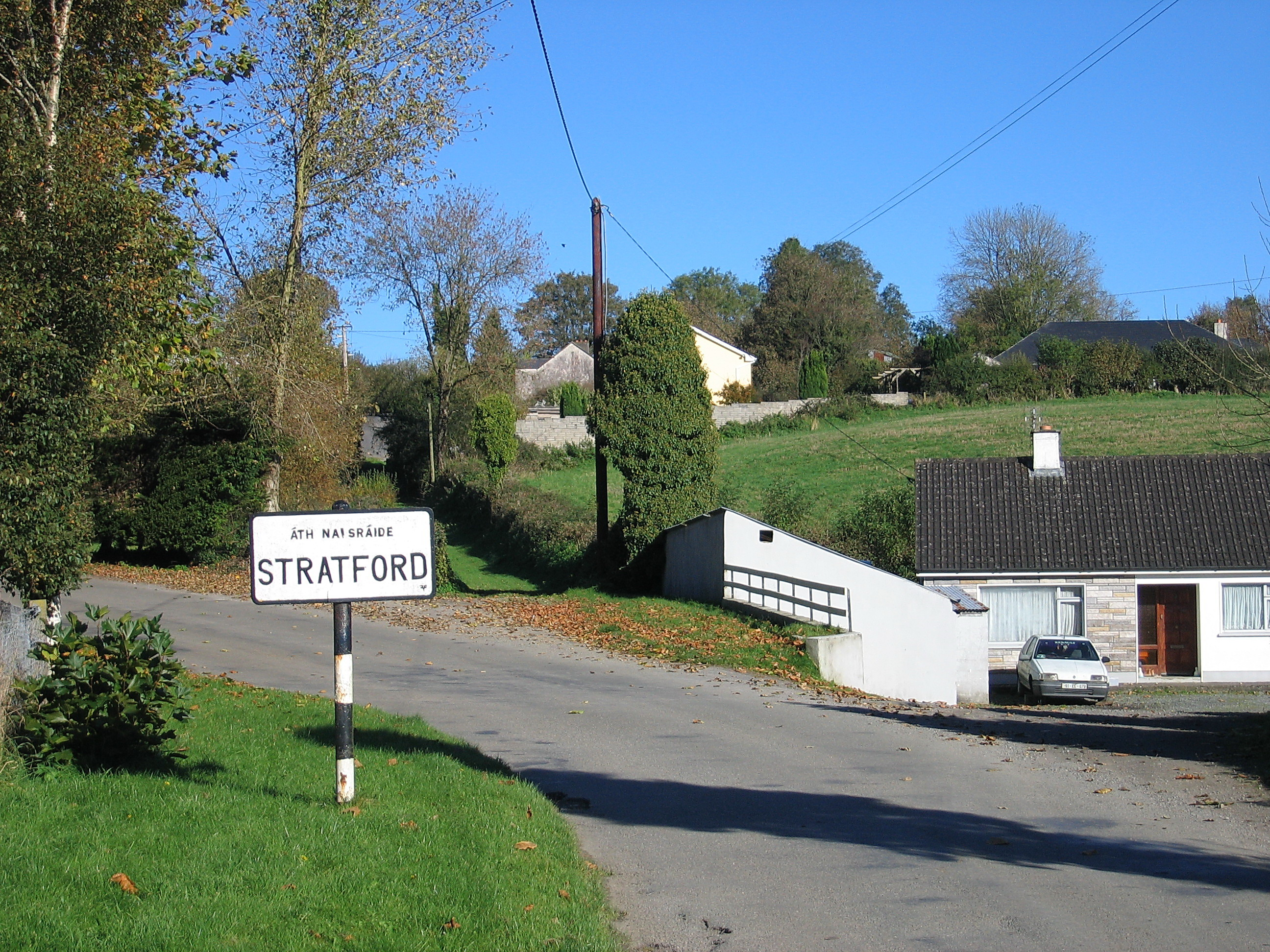

Стра́тфорд-он-Сле́йни (англ. Stratford-on-Slaney; ирл. Átha na Sráide — Аха-на-Сраде) — деревня в Ирландии, находится в графстве Уиклоу (провинция Ленстер). 
Расположена на реке Слейни, в месте рядом с бродом. Название деревни и на английском, и на ирландском означает «брод на Слейни/Сраде».

## Демография
Население — 163 человека (по переписи 2006 года). В 2002 году население составляло 151 человек.
Данные переписи 2006 года:
| Общие демографические показатели |               |                               |                               |      |      |
| Всё население                    | Всё население | Изменения населения 2002—2006 | Изменения населения 2002—2006 | 2006 | 2006 |
| 2002                             | 2006          | чел.                          | %                             | муж. | жен. |
| 151                              | 163           | 12                            | 7,9                           | 78   | 85   |